# Línea 6 de TMB
La línea 6 es una línea regular de autobús de la ciudad de Barcelona, gestionada por la empresa TMB. Esta línea de autobús hace el trayecto desde el Pg. Manuel Girona hasta Poblenou con una frecuencia en hora punta de 7 a 8 minutos.

## Horarios[Nota 1]
| 6          | Primer servicio A: Paseo Manuel Girona | Primer servicio A: Pueblo Nuevo | Último servicio A: Paseo Manuel Girona | Último servicio A: Pueblo Nuevo |
| Laborables | 05:30                                  | 06:05                           | 22:00                                  | 22:40                           |
| Sábados    | 05:30                                  | 06:05                           | 22:00                                  | 22:40                           |
| Festivos   | 09:00                                  | 09:35                           | 22:00                                  | 22:40                           |

## Recorrido[Nota 1]
- De Pg. Manuel Girona a Poblenou por: Doctor Ferran, Manuel Girona, Manila, Diagonal, Gandesa, L'Illa Diagonal, Entença, Av de Sarrià, Francesc Macià, Muntaner, Balmes, Pau Claris, Bruc, Pg de Sant Joan, Pl Mossèn Jacint Verdaguer, Consell de Cent, Diputació, Gran Via, Roger de Flor, Marina, Ribes, Almogàvers, Pallars, Zamora, Pere IV, Ciutat de Granada, Roc Boronat, Llull, Doctor Trueta, Llacuna, Ramon Turró.

- De Poblenou a Pg. Manuel Girona por: Llacuna, Ramon Turró, Pujades, Ciutat de Granada, Àlaba, Joan d'Àustria, Marina, Meridiana, Ausiàs Marc, Gran Via, Sardenya, Roger de Flor, Pl Tetuan, Pg de Sant Joan, Aragó, València, Mallorca, Girona, Diagonal, Pg de Gràcia, Balmes, Muntaner, Francesc Macià, Ganduxer, Av de Sarrià, Mestre Villa, Manuel Girona, Carles III, Capità Arenas, Doctor Ferran.

## Otros datos
| Prestación               | Disponibilidad en la línea                            |
| ------------------------ | ----------------------------------------------------- |
| Adaptada a               | Sí (Todos los autobuses TMB están adaptados)          |
| TMB iBus                 | Sí (Todos los autobuses TMB disponen de este sistema) |
| Pantallas informativas   | Sí                                                    |
| Línea de tránsito rápido | No                                                    |
| Circula en días festivos | Sí                                                    |

## Rutas de autobuses
| Líneas de autobuses que prestan servicio en el Área Metropolitana de Barcelona |               |                  |
| Línea anterior:                                                                | Línea actual: | Línea siguiente: |
| 196 Línea 196                                                                  | 6 Línea 6     | 7 Línea 7        |